# Escharella ventricosa
Escharella ventricosa is een mosdiertjessoort uit de familie van de Escharellidae. De wetenschappelijke naam van de soort is voor het eerst geldig gepubliceerd in 1842 door Hassall.